# Cons-la-Grandville
Cons-la-Grandville è un comune francese di 585 abitanti situato nel dipartimento della Meurthe e Mosella nella regione del Grande Est.

## Società

### Evoluzione demografica
Abitanti censiti